# Jochen Schönmann
Jochen Alexander Schönmann (* 25. Juni 1974 in Heidelberg) ist ein ehemaliger deutscher Handballnationalspieler.

## Ausbildung
Nach einer Ausbildung zum Bankkaufmann bei der Deutschen Bank in Mannheim, schloss er 2001 sein Studium an der SRH Holding in Heidelberg 2001 als Diplom-Betriebswirt ab. Bis 2005 absolvierte er ein Volontariat beim Mannheimer Morgen.

## Sportliche Laufbahn
Schönmann war von 1992 bis 2001 professioneller Handballspieler. Er spielte u. a. für die HG Oftersheim/Schwetzingen, dem Vorgängerverein der Rhein-Neckar Löwen dem TSV Baden Östringen und der SG Leutershausen. Schönmann spielte im Rahmen des Supercups 1998 für die deutsche Männer-Handballnationalmannschaft.

## Berufliche Laufbahn
Bis Ende 2009 arbeitete er als Autor. Schönmann schrieb für Der Spiegel (Spiegel Online), Manager-Magazin, Die Tageszeitung und Associated Press. Bis 2011 war er Leiter der Unternehmenskommunikation des Solarprojektierers Wirsol. Schönmann, der Mitglied bei Bündnis 90/Die Grünen ist, war bis März 2019 verantwortlich für die Presse- und Öffentlichkeitsarbeit im von Theresia Bauer geleiteten Ministerium für Wissenschaft, Forschung und Kunst Baden-Württemberg. Seit Mai 2019 war er bei der Stadtverwaltung Mannheim. 2023 wurde er Kommunikationschef im baden-württembergischen Kultusministerium.